# 御伽活劇 豆狸のバケル 〜オラクル祭太郎の祭難!!〜
『御伽活劇 豆狸のバケル 〜オラクル祭太郎の祭難!!〜』（おとぎかつげき まめだのバケル オラクルさいたろうのさいなん）は、グッド・フィールが開発したゲームソフト。
2023年11月30日にグッド・フィールより日本のNintendo Switch向けに発売。2024年9月3日にスパイク・チュンソフトよりSteam/海外Nintendo Switch版が『豆狸のバケル』（英題：BAKERU）のタイトルで発売。

## 概要
グッド・フィールのオリジナルIPおよびパブリッシャー作品としては初のパッケージタイトル。グッド・フィールは代表取締役社長の蛭子悦延を始めとする『がんばれゴエモン』の元スタッフが創業した会社であり、「ゴエモンの元開発者が手掛けた」という点も各所で取り上げられている。
架空の日本を舞台に、主人公の「バケル」を操作して47の都道府県をモチーフとしたステージをクリアしていくという内容の和風3Dアクションゲーム。「バケルアクション」と呼ばれる太鼓演奏をモチーフとしたアクションとプレイスタイルを変化させる「変化（へんげ）アクション」といったシステム、各都道府県の特色をギミックに落とし込んだゲームステージを特徴とする。
小学館の『月刊コロコロコミック』とタイアップしており、漫画版の連載のほか同誌連載作品とのコラボレーションアイテム等のアップデートが順次行われている。
Steam版ではバケルの新アクションや新規ボス戦、会話シーン等が新たに追加される。

## ゲームシステム
バケルアクション

変化アクション

## 登場キャラクター

### メインキャラクター
バケル
本作の主人公である、人に化けたタヌキ族の少年。一族に伝わる「払羅太鼓」を操りお祭り軍団に立ち向かう。
すん
バケルの相棒であるイッスン族の少年。
オラクル祭太郎
本作の悪役。「お祭り軍団」を率いて日本各地で悪祭を巻き起こし日本征服を狙う悪党。

### 御伽の英雄
キンタロウ

ウラシマタロウ

モモタロウ

### メカニック
まゆげ
旅の途中でバケル達の仲間となるカラクリ狛犬。「カラクリ変形」により車形態や飛行形態へ姿を変えることが可能。
分福
バケル達の移動手段となる茶釜型の戦艦。大型ボス戦では決戦兵器である人型形態「特殺モード」へと変形するタヌキ族の秘密兵器。

## 体験版
2024年1月11日より配信開始。ゲーム序盤部分までが収録され、セーブデータは製品版への引き継ぎが可能。

## 開発
本作は『MONKEY BARRELS』に続く、グッド・フィールにとって2つ目となる自社パブリッシング作品であり、自社ならではのオリジナルキャラクターを作りたいという想いが根底にあったほか、面白い遊びを重視するという開発方針が立てられた。
プロデューサーを務めたグッド・フィールの代表取締役・蛭子悦延は、もともと日本各地を旅するような作品を好んでおり、自社オリジナルキャラクターが活躍する作品を考えた際、日本を舞台とした和風アクションを作ろうと思い立ち、『MONKEY BARRELS』でディレクターを務めた塚脇忠典に話を持ち掛けた。『MONKEY BARRELS』も含め同社が手掛けた作品はいずれも2Dアクションだったことから、スタッフたちの研鑽も兼ねて今度は3Dアクションにしようと塚脇は答えた。一方、塚脇は子どもたちをメインターゲットに据える関係上、いくら和風アクションとはいえ、刀など武器らしいもので攻撃するようなゲームは好ましくないと考えていた。
そして、2020年末ごろ、企画がスタートした。塚脇たちは長年の経験からプレイヤーが動かしたときの爽快感が肝要だと考えており、早い段階から操作キャラクターの挙動を作りこむことを重視していた。とはいえ、開発初期は人員が足らずモデラーも不在だったため、ブロックモデルで基本的なモーションを作りこんだうえでレベルデザインの方向を広げていく方法が取られた。塚脇は操作の爽快感の本質は2Dと3Dで同じだという考えを示しつつも、軸の数の違いによる遊びの違いが多かったため、最初はその調整を続けていたとファミ通とのインタビューの中で振り返っている。また、塚脇らは既存の3Dアクションゲームの研究も行っており、この研究は各々の視線をそろえるのにも役に立った。
作り上げた土台を基に企画当初から考えていた「右攻撃・左攻撃・両手攻撃」という仕様を載せたところ、太鼓のモチーフとの相性の良さからタヌキの腹太鼓が連想され、主人公はタヌキとなった。これにより「太鼓で邪心を追い払う」という遊び方へとつながり、前述の塚脇の懸念もクリアされた。アクションゲームのキャラクターである以上、どこを向いているのか一目でわかるようにするため、主人公・バケルの髪型はリーゼントのような髪型になり、タヌキの尻尾の名残であるという設定が付与された。バケルの明るい性格はターゲット層に合わせたものであるほか、ダウンジャケットは塚脇の中の元気な少年像にちなんでいる。
オラクル祭太郎ら敵キャラクターはわかりやすい悪の存在として描きすぎないよう注意が払われ、お祭りで騒ぎすぎて他人に迷惑をかけているような悪すぎないポップなキャラクターとして設定された。この方針はキャラクターの見た目にも反映されており、例えば首魁のオラクル祭太郎の場合、頭に神輿が載せられているなどユニークな見た目に仕上げられている。
本作ではゲーム全体のアクセントとして多様なジャンルの遊びが取りれられており、たとえば大阪のステージでは初めてロボットバトルが登場している。
開発にあたって蛭子が過去に手掛けた『がんばれゴエモン』シリーズを意識したのかという質問については「個人としては、作って来た作品は大好き」と語りながらも「ノーコメント」としている。

## 漫画
『豆狸のバケル』のタイトルで『月刊コロコロコミック』（小学館）2023年9月号より2024年10月号まで連載された。漫画は古本ゆうやが担当。
- 古本ゆうや 『豆狸のバケル』小学館〈コロコロコミックス〉、全3巻
  1. 2024年2月28日発売[12]、ISBN 978-4-09-143694-8
  2. 2024年6月27日発売[13]、ISBN 978-4-09-149734-5
  3. 2024年11月28日発売[14]、ISBN 978-4-09-149835-9

## 反響
ニュースサイト「AUTOMATON」のTaijiro Yamanakaによると、グッド・フィールのメンバーはかつて『がんばれゴエモン』シリーズにかかわっていたため、一部ではその流れをくむ作品と受け止められていたという。

## 評価
ニュースサイト「AUTOMATON」のTaijiro Yamanakaは、子どもむけだけあって難易度は比較的低いが、敵にあわせて攻撃を使い分けるなど、アクションゲームとしての手触りは良かったと評価している。